# Israël au Concours Eurovision de la chanson 2024
Israël est l'un des trente-sept pays participants du Concours Eurovision de la chanson 2024 qui se déroule à Malmö en Suède. Le pays est représenté par Eden Golan, sélectionnée lors de HaKokhav HaBa, avec la chanson Hurricane. Le pays termine premier en demi-finale, recevant 194 points, ce qui lui permet de se qualifier pour la finale, où il termine cinquième avec un total de 375 points.

## Sélection
Le diffuseur israélien Kan confirme la participation du pays le 5 juin 2023.
L'artiste est sélectionné via l'émission HaKokhav HaBa, format local de Rising Star. Le télé-crochet débute le 20 novembre 2023 pour se terminer le 6 février 2024 avec la victoire d'Eden Golan lors de la finale. La chanson Hurricane a été sélectionnée en interne et est présentée le 10 mars 2024.

## Chanson
La chanson, Hurricane, a pour titre initial October Rain et devait faire référence à l'attaque du Hamas contre Israël, avant que le titre et les paroles ne soient modifiés, l'Union européenne de radiodiffusion (UER) l'ayant jugée trop politique. Un deuxième remaniement de la chanson, intitulé Dancing Forever, est également refusé avant que la délégation israélienne n'aboutisse à Hurricane, que l'UER approuve comme « apolitique »,,.

## Participation au concours
Atteignant la 12e place avec seulement 52 points du jury, Eden Golan bénéficie cependant d'un fort soutien du public dans 15 pays, recevant ainsi 323 points supplémentaires lui permettant d'être positionnée 5e au classement final. Ce soutien du public, également en France, est amplifié par une mobilisation sur les réseaux sociaux et le soutien de personnalités politiques et intellectuelles telles que Yaël Braun-Pivet, Aurore Bergé, Nadine Morano et Bernard-Henri Lévy.

## Appels à l'exclusion du pays
En raison de la crise humanitaire à Gaza et de l'invasion israélienne de la bande de Gaza, les appels à l'exclusion d'Israël par l'UER augmentent,. Malgré cela, Israël apparaît sur le liste des participants publiée par l'UER. Le 8 décembre 2023, l'UER publie un communiqué expliquant que le diffuseur israélien Kan « respecte toutes les règles de la compétition » et autorisant le pays à participer en 2024. L'UER réitère le 30 janvier 2024.
La situation a provoqué des controverses dans plusieurs pays :
- Norvège, Suède, Pays-Bas, Grèce et Danemark – Charlo Halvorsen, directeur du divertissement chez le diffuseur norvégien NRK, annonce qu'au moment de la publication de la liste des participants, NRK n'avait pas encore pris position sur la problématique et que les décisions de l'UER seraient suivies[12],[13]. Les diffuseur suédois SVT, néerlandais AVROTROS déclarent faire de même. Dora Chiraki, directrice des communications du diffuseur grec ERT indique suivre une position similaire, tout en précisant être prêt à la discussion si un autre diffuseur appelle formellement à l'exclusion d'Israël[14],[15],[16]. Gustav Lützhøft, directeur de la culture, des enfants et de la jeunesse du diffuseur danois DR annonce qu'il soutient la participation israélienne[17],[18]. Des manifestations et pétitions appelant au boycott ont eu lieu en Norvège[19],[20], en Suède[21], et au Danemark[22].
- Islande – Le 9 décembre 2023, Stefán Eiríksson, directeur de la radio du diffuseur islandais RÚV, annonce que le pays participera en 2024[23].En réponse, l'Association des Compositeurs et Paroliers d'Islande et les activites du mouvement Boycott, désinvestissement et sanctions (BDS) demandent au diffuseur de se retirer de l'Eurovision si Israël n'en est pas exclu « pour les mêmes raisons que la Russie a été exclue en 2022 », en insistant sur les violations de droits de l'homme perpétrées par Israël[24],[25],[26]. La branche islandaise de l'Organisation Générale des Amateurs de l'Eurovision (OGAE) s'est joint à ces demandes. Par la suite, RÚV annonce que sa participation sera discutée avec l'artiste qui remportera sa sélection, le Söngvakeppnin 2024[27].
- Irlande – À la mi-décembre 2023, le diffuseur irlandais RTÉ avait déjà reçu plus de 465 courriels demandant un boycott de l'Eurovision en cas de participation israélienne, accusant le gouvernement israélien d'utiliser le concours pour projeter une bonne image du pays « malgré les années d'occupation et de violence contre la Palestine ». En réponse, RTÉ exprime avoir toujours considéré l'Eurovision comme un « un concours apolitique destiné à unir les publics et rassembler les gens », arguant également qu'aucun autre diffuseur n'a exprimé avoir l'intention de le boycotter[28]. Le 25 décembre 2023, le Taoiseach Leo Varadkar annonce être opposé au boycott[29]. En janvier 2024, Michael Kealy, chef de la délégation irlandaise pour l'Eurovision, maintient que Kan est un diffuseur indépendant du gouvernement israélien et ne devrait pas être empêché de concourir. Il annonce également qu'il suivra les décisions de l'UER[30].
- Finlande – Le 19 décembre 2023, Ville Villén, le directeur des médias du diffuseur finlandais Yle, annonce que le diffuseur a discuté de la guerre en Israël avec d'autres diffuseurs des pays nordiques et qu'ils surveillent la position de l'UER sur le sujet. Il comment également que cette guerre n'est pas comparable à l'invasion de l'Ukraine par la Russie[31]. Le lendemain, Yle, via le compte Instagram de leur sélection pour l'Eurovision l'Uuden Musiikin Kilpailu (UMK), annonce que la sélection se tiendrait quoi qu'il arrive, que la situation était suivie attentvement et que des discussions avec l'UER et d'autres diffuseurs des pays nordiques étaient toujours en cours[32],[33]. Jesse Martin, un des participants à l'UMK, déclare qu'en cas de victoire, il refuserait de participer en cas de participation d'Israël[34]. En janvier 2024, une pétition de professionnels de la musique finlandais demandent au diffuseur de se retirer ou de faire pression pour une exclusion d'Israël, arguant que le pays pourrait utiliser le concours pour « polir son image »[35],[36]. Plus tard, Yle déclare qu'il ne s'opposera pas à la participation d'Israël pour le moment[37].
- Espagne – Alors que la directrice des communications de RTVE, María Eizaguirre, affirmait que le diffuseur suivrait les décisions prises par l'UER, un membre du parti Podemos soumet, le 1er février 2024, au Congrès des députés une proposition pour que le gouvernement et RTVE fassent pression contre une participation israélienne et pour inciter les diffuseurs d'autres pays à faire de même[38],[39]. Roberto Lakidain, représentant du parti Podemos au comité directeur de RTVE, a également fait la promotion d'une pétition appelant au retrait espagnol au sein du diffuseur[40].
- Slovénie – Le 7 février 2024, en réaction à des appels du public slovène en faveur de l'exclusion israélienne, le diffuseur RTVSLO formalise une demande de discussions entre l'UER et ses membres concernant la participation d'Israël[41],[42].

De plus, des pétitions et des lettres adressées directement à l'UER ont également été signées par plusieurs anciens participants à l'Eurovision, incluant Ágústa Eva Erlendsdóttir (Islande, 2006), Malena Ernman (Suède, 2009), Eric Saade (Suède, 2011), Hatari (Islande, 2019), Ben Dolic (Allemagne, 2020), Montaigne (Australie, 2020 et 2021) et La Zarra (France, 2023),,,,. L'organisation Creative Community for Peace publie, pour sa part, une lettre demandant l'inclusion d'Israël dans la compétition. Elle est signée par plus de 400 signataires, parmi lesquels Scooter Braun, Harvey Mason, Jr. et Helen Mirren.

## Messages pro-palestiniens lors du concours
Les organisateurs du concours déclarent en mai 2024 se réserver le droit de retirer tout drapeau palestinien ou symbole pro-palestinien lors du concours.
Lors de la première demi-finale, le chanteur suédois Eric Saade proteste contre la participation d'Israël en portant un keffieh autour du bras pendant sa prestation hors compétition. L'Eurovision exprime son regret qu'il « ait décidé de transiger avec l’idée d’une compétition neutre ». De plus, l'Union européenne de radio-télévision contraint Bambie Thug, représentant l'Irlande, d'enlever les mots « cessez-le-feu » et « liberté pour la Palestine » qui étaient peints sur son corps, et de les remplacer par « couronnez la sorcière »,. Ensuite, lors de la finale, iolanda, la représentante du Portugal, portait du vernis à ongles orné de motifs inspirés des keffiehs palestiniens. 